# Manifesto
Manifesto es el sexto álbum de estudio de la banda de rock inglesa Roxy Music, publicado en marzo de 1979 por E.G. Records en el Reino Unido, Polydor en el resto de Europa y Atco Records en los Estados Unidos. Luego de un hiato de aproximadamente cuatro años, Manifesto fue el siguiente álbum de estudio de la banda desde Siren de 1975. Su primer sencillo fue "Trash", el cual ingresó al Top 40 de las listas de éxitos en el Reino Unido. Sin embargo, el segundo sencillo, la canción "Dance Away" devolvió a la banda al Top 3 y se convirtió en uno de los sencillos con mejores ventas en la historia de la agrupación.

## Lista de canciones
Todas escritas por Bryan Ferry excepto donde se indica.

### Lado uno
1. "Manifesto" (Ferry, Phil Manzanera) - 5:29
2. "Trash" (Ferry, Manzanera) - 2:14
3. "Angel Eyes" (Ferry, Andy Mackay) - 3:32
4. "Still Falls the Rain" (Ferry, Manzanera) - 4:13
5. "Stronger Through the Years" - 6:16

### Lado dos
1. "Ain't That So" - 5:39
2. "My Little Girl" (Ferry, Manzanera) - 3:17
3. "Dance Away" - 3:46
4. "Cry, Cry, Cry" - 2:55
5. "Spin Me Round" - 5:15

## Créditos
- Bryan Ferry – voz, teclados, armónica
- Andy Mackay – oboe, saxofón
- Phil Manzanera – guitarra eléctrica
- Paul Thompson – batería

## Posicionamiento

### Álbum
| Año  | Lista                | Posición |
| ---- | -------------------- | -------- |
| 1979 | UK Albums Chart      | 7        |
| 1979 | Billboard Pop Albums | 23       |

### Sencillos
| Año  | Sencillos    | Lista                 | Posición |
| ---- | ------------ | --------------------- | -------- |
| 1979 | "Trash"      | UK Singles Chart      | 40       |
| 1979 | "Dance Away" | Billboard Pop Singles | 44       |
| 1979 | "Dance Away" | UK Singles Chart      | 2        |
| 1979 | "Angel Eyes" | UK Singles Chart      | 4        |